# Voat
（/ˈvoʊt/）是一個娛樂、社交網絡服務及新聞網站。已註冊用戶可以发布貼文（文字或連結）。其他已註冊用戶然後可以對貼文投正反票。網站上貼文根據內容分類為「subverses」。
Voat由蘇黎世大學的兩名分别属于電腦科學和經濟學的學生創立。Voat總部設在瑞士。

## 網站
根據連線雜誌，Voat「的外觀和功能都與Reddit相似」（aesthetically and functionally similar to Reddit）。Voat是由已註冊用戶的貼文所集成的，基本上是一個電子佈告欄系統。可是，這兩個網站也有分別，例如與Reddit不同，Voat是使用C♯編寫，而不是使用Python編寫，它亦限制了一個用戶管理「subverse」的數目。Voat亦設有「晚上模式」，把預設的白色主題變成較深色的主題，網站設有即時通知系統，亦採用了響應式網頁設計。Voat的用戶亦需要有一定的數目的「留言貢獻分數」（英語：Comment Contribution Points），才可以對貼文投下票，用戶亦有他們自己的個人資料頁。在Voat上的貼文亦與Reddit不同，容許內嵌圖像和視頻。
「Voat」名稱的由來是因為與英文（投票）的發音相同，網站的吉祥物是一隻山羊。Voat使用哥倫比亞的頂級域名.co。

## 歷史
最初於2014年4月創辦，本來是一名大學三年學士生的學餘項目。在2015年初，為了方便的關係，「WhoaVerse」改名為「Voat」。
2015年2月，由於Reddit被指控審查其網站上的內容，有一批Reddit用戶加入了Voat。2015年月初，Reddit強行取締了五個被認為是騷擾的「subreddit」－最大規模的一個擁有約15萬個訂閱者，開始有大批用戶轉移到Voat。由於大批用戶造成大量流量，使網站超過負荷，暫時離線。
2015年6月，Voat的網頁寄存服務及PayPal帳戶由於網站上的內容被關閉。創辦人Atif Colo指，「如果我們要維持上線，我們將需要仔細評估提供一個言論自由平台的選擇」（we will have to carefully evaluate our long-term options of providing a platform of free speech if we are to stay online）。
2015年7月，由於Reddit一名受歡迎的管理員被解僱，有一批「subreddit」改成私人模式以示抗議後，另一批Reddit用戶轉移到Voat，再次造成暫時離線。風險資本家其後接觸網站的開發者，對該網站投資表示興趣。
同年7月，Voat和維基解密被黑客以比特幣「塵」攻擊和阻斷服務攻擊。對比特幣的攻擊令對網站的收取捐款變慢。而阻斷服務攻擊由於Voat使用Cloudflare而不成功，但做成了第三方客戶端不能連線的副作用。
2015年8月，Voat在美國註冊成為公司。創辦人Atif Colo解釋是由於「美國的法律在我們研究過的國家中最優勝」。
2020年12月，Voat 於聖誕節當日關閉，聯合創辦人 Justin Chastain 表示原因是缺乏運營資金。

## 外部連結
- Voat網站 （页面存档备份，存于）